# Club Deportivo Artístico Navalcarnero
El Club Deportivo Artístico Navalcarnero es un equipo de fútbol de la localidad de Navalcarnero (Madrid), España. Fue fundado en 1953, y juega actualmente en la Segunda Federación.

## Historia
El equipo se fundó en 1953 comenzando a jugar en categorías inferiores, de las que poco a poco fue ascendiendo. En la temporada 1987-88 debutó por primera vez en Tercera División, en la que permanecería hasta 1993.
El equipo volvería a ascender a esa categoría en 1995 y 1997, año en la que se mantuvo desde entonces. El equipo mejoró bastante su juego a partir de la campaña 2001-02, quedando terceros. Tras 3 temporadas consecutivas clasificándose entre los 4 primeros equipos madrileños que lucharan por el ascenso, el CDA Navalcarnero logró subir a Segunda División B tras vencer en la fase final al Norma San Leonardo.

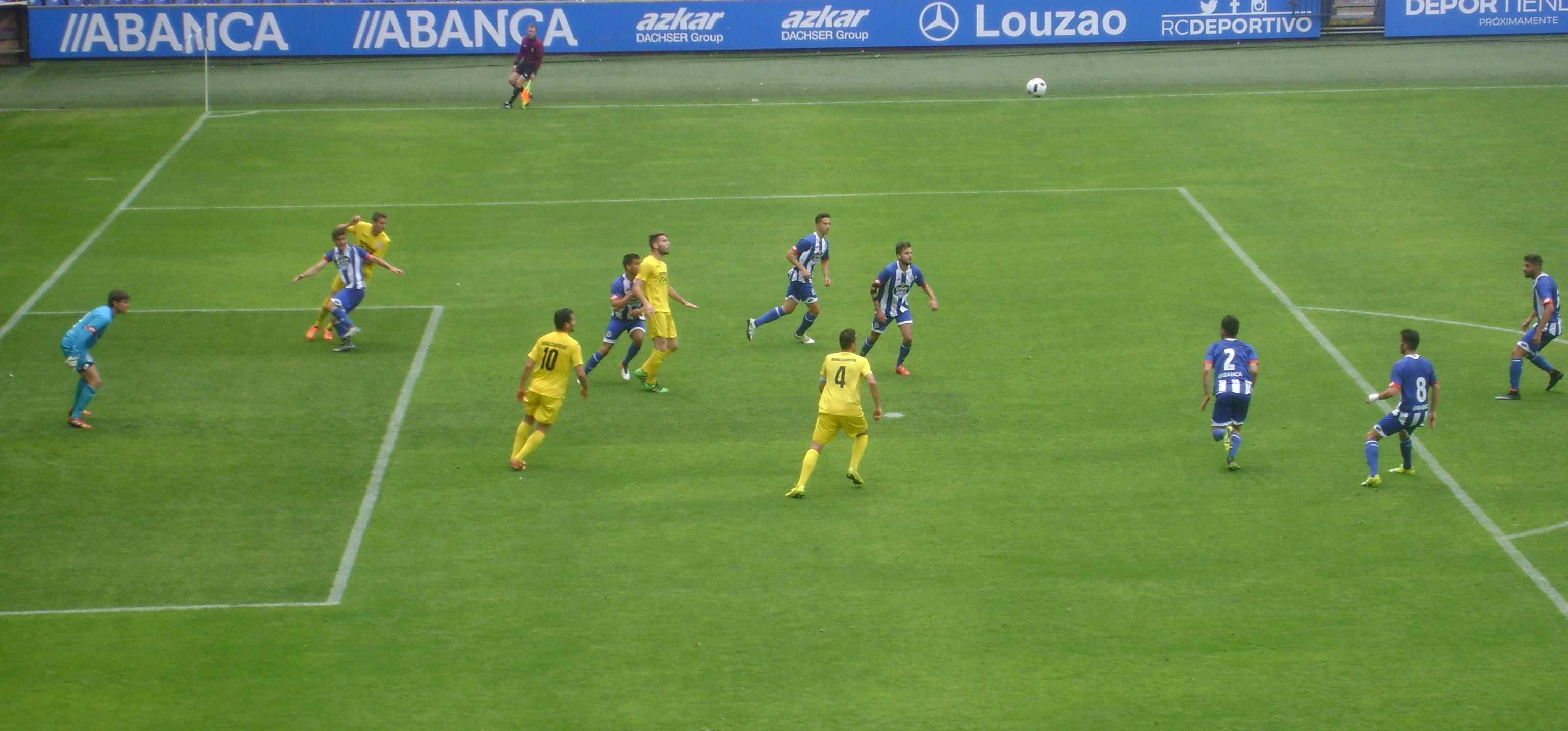
Encuentro disputado entre el Deportivo de La Coruña B y el Navalcarnero.

La temporada 2004-05 fue la primera que el Artístico Navalcarnero disputó en Segunda B, descendiendo tras quedar en 19.ª posición. Tras 3 temporadas en Tercera, en la temporada 2008-09 el equipo regresó a la División de Bronce española tras vencer en la fase de ascenso al Atlético Granadilla, ascendiendo de nuevo a Segunda B, en la que finalizó 17.º, retornando a la Tercera División en la temporada 2009-10. Posteriormente pasaría a la Categoría Preferente de Aficionados de la Comunidad de Madrid.
En la temporada 2020-21 , el conjunto rojiblanco alcanzó los octavos de final de la Copa del Rey enfrentándose al Granada C.F. cayendo por un resultado de 0 a 6 , eliminando a equipos como el C.D Badajoz por 1 a 0 , la UD Las Palmas por 1 a 0 y a la SD Eibar por 3 a 1 en los dieciseisavos de final.

## Uniforme
- Primera equipación: Camiseta roja y blanca a rayas, pantalón azul y medias rojas.
- Segunda equipación: Camiseta amarilla, pantalón amarillo y medias amarillas.

## Escudo

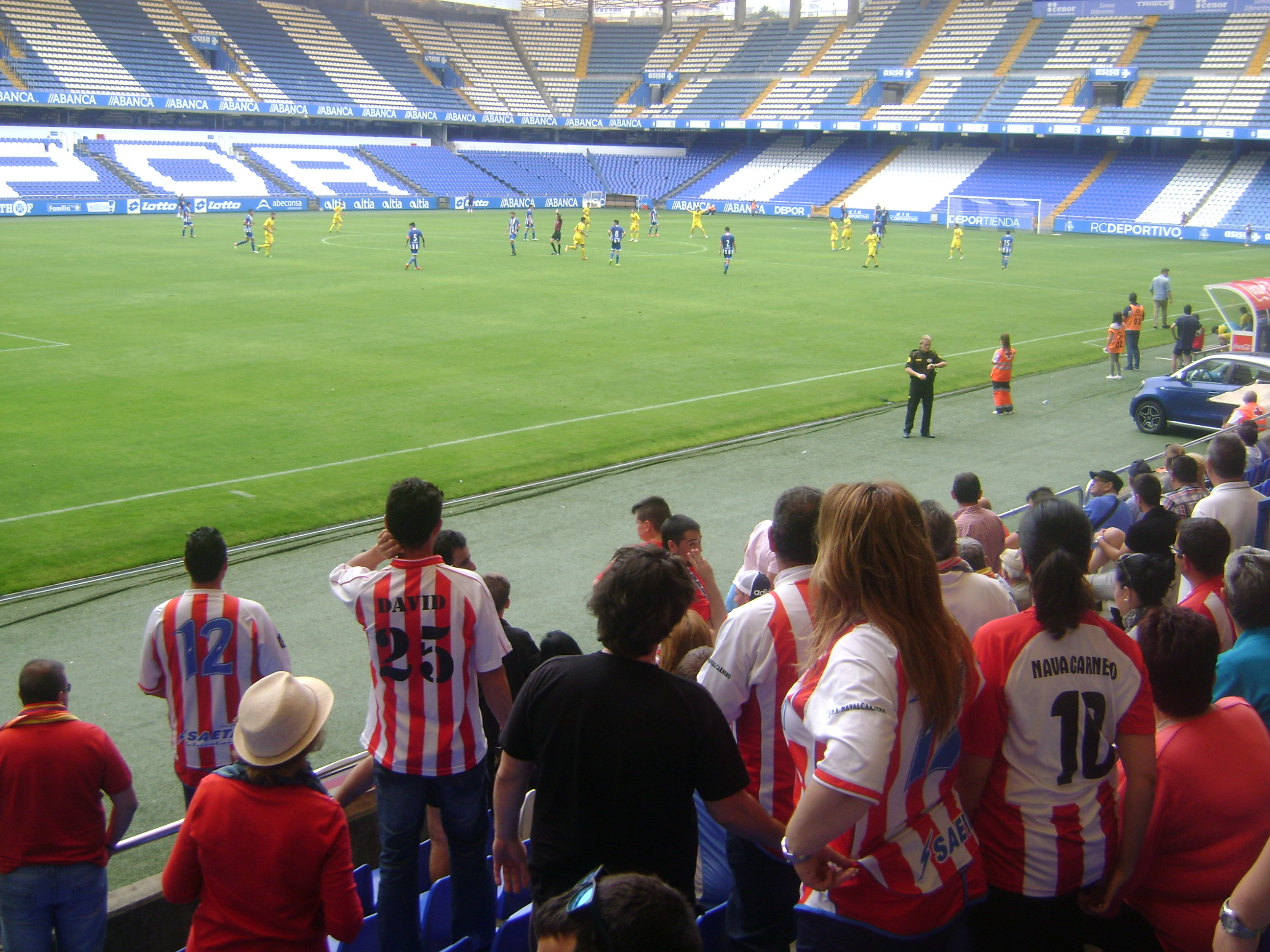
Aficionados del Navalcarnero.

Presenta las dos torres de la iglesia de la localidad, un balón de fútbol y las rayas rojas y blancas, colores significativos del ``Naval´´.

## Estadio
El C.D.A. Navalcarnero juega sus partidos como local en el estadio municipal Mariano González, con capacidad para 2500 espectadores y césped artificial. El campo de fútbol se inauguró en 2005 con un partido entre el Navalcarnero y el Atlético de Madrid.
En transporte público, el autobús más cercano es la línea interurbana 528.

## Datos del club
- Temporadas en 1.ª: 0
- Temporadas en 2.ª: 0
- Temporadas en 2ªB: 6

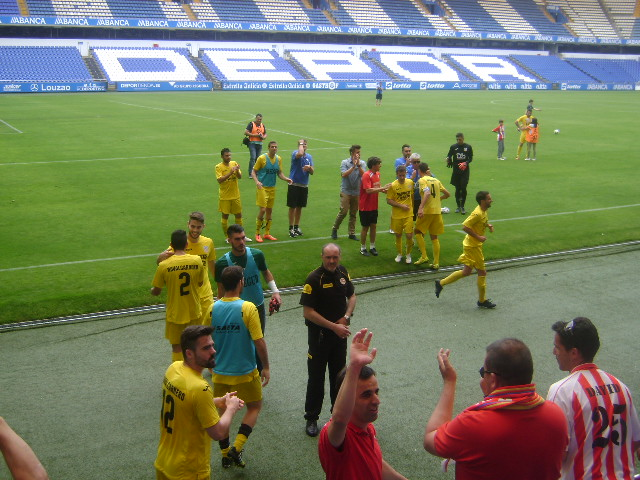
Jugadores del Navalcarnero agradecen el apoyo a la afición.

- Temporadas en Primera División RFEF: 0
- Temporadas en Segunda División RFEF: 1
- Temporadas en Tercera División RFEF: 0
- Temporadas en 3.ª: 19
- Mejor puesto en la liga: 6.º (2.ªB, Temporada 2017-18)
- Peor puesto en la liga: 20.º (Tercera División de España, Temporada 1992-93)

## Palmarés

### Campeonatos nacionales
- Tercera División de España (1): 2019-20 (Gr. VII).[1]
- Subcampeón de Tercera División de España (4): 2002-03 (Gr. VII), 2007-08 (Gr. VII), 2014-15 (Gr. VII) y 2015-16 (Gr. VII).

### Campeonatos regionales
- Regional Preferente de Madrid (1): 1996-97 (Gr. 2).[2]
- 3.ª Regional Preferente Castellana (1): 1974-75 (Gr. 3).[3]
- 3.ª Regional Ordinaria Castellana (1): 1973-74 (Gr. 9).[4]
- Copa RFEF (Fase Regional de Madrid) (2): 2004-05[5] y 2021-22.[6]
- Subcampeón de la Regional Preferente de Madrid (2): 1994-95 (Gr. 2)[7] y 2013-14 (Gr. 2).[8]
- Subcampeón de la Copa RFEF (Fase Regional de Madrid) (2): 2005-06[9] y 2019-20.[10]

### Trofeos amistosos
- Trofeo Ciudad de Tomelloso (2): 2017 y 2018.[11]
- Trofeo Fiestas del Motín (1): 2017.
- Trofeo Luis Martínez y Mariano García (1): 2022.[12]
- Memorial Ángel Carrizo (2): 2022[13] y 2023.[14]

### Otras distinciones
- Torneo FIFA Tercera División RFFM (1): 2020.[15]

### Palmarés del C. D. A. Navalcarnero "B"
Campeonatos regionales
- Primera Regional de Madrid (1): 2023-24 (Gr. 4).[16]
- Tercera Regional de Madrid (1): 2020-21 (Gr. 14).[17]
- Subcampeón de la Primera Regional de Madrid (1): 2005-06 (Gr. 4).[18]
- Subcampeón de la Segunda Regional de Madrid (2): 2003-04 (Gr. 8)[19] y 2021-22 (Gr. 8).[20]
- Subcampeón de la Tercera Regional de Madrid (1): 2002-03 (Gr. 10).[21]

## Cantera
En lo que concierne a la cantera del CDA Navalcarnero cabe destacar los dos ascensos consecutivos logrados por el Juvenil "A". El Juvenil terminó la temporada 2006-2007 en puestos de ascenso en la división Autonómica de la Comunidad de Madrid, ascendiendo por primera vez en la historia a Liga Nacional. En la temporada siguiente, 2007-2008, se volvió a lograr un histórico ascenso impensable a principios de temporada. En la actual temporada, 2008-2009, el Juvenil militó en División de Honor enfrentándose a equipos como el Real Madrid, Atlético de Madrid, Getafe, Rayo Vallecano y Real Valladolid entre otros.
La cantera del CDA Navalcarnero contó desde la temporada 2013-14 con equipos desde la categoría prebenjamín hasta juvenil. Los entrenadores, siempre enseñando desde el esfuerzo, la humildad y el trabajo bien hecho, son parte fundamental de la gran cantera del CDA Navalcarnero.

## Entrenadores

### Cronología parcial
- Rafael Valverde (2004-2005)
- Manolo Díaz (2008-2009)
- Óscar Garro (2009)
- Juanjo Granero (2016-2017)
- Julián Calero (2017-2018)
- Iván Ruiz (2018)

- José Portillo (2018)
- Fran Garrido (2018-2019)
- José Portillo (2019)

- Luis Ayllón (2020-2021)
- Pablo Álvarez Ugarte (2020-2023)
- José Portillo (2023)
- Guillermo Fernández González (2024-actualidad)